# الهجوم على قافلة مساعدات أورم الكبرى (سبتمبر 2016)
مساء يوم الإثنين 19 سبتمبر 2016، تم إستهداف قافلة مساعدات إنسانية تابعة للأمم المتحدة والهلال الأحمر السوري، وكانت القافلة متوجهة إلى مدينة أورم الكبرى بريف حلب الغربي من أجل تقديم مساعدات إنسانية للمدنيين هناك.
اتهمت الأمم المتحدة الحكومة السورية بإستهداف القافلة.